# Putuo-Zongcheng-Tempel

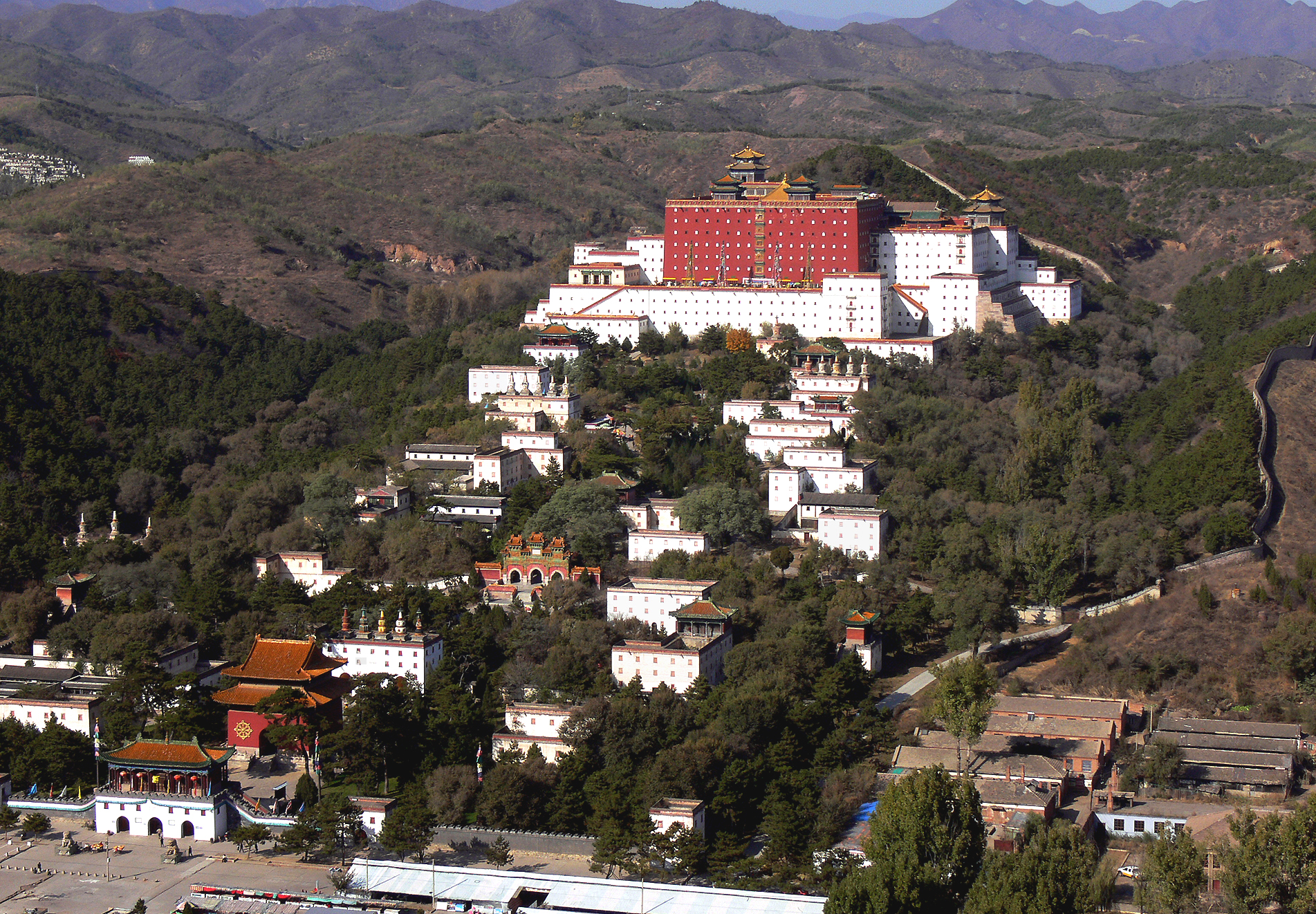
Putuo-Zongcheng-Tempel

Der Putuo-Zongcheng-Tempel oder Tempel der Potaraka-Doktrin (普陀宗乘之庙,  Pǔtuózōngshèng zhī miào, englisch Putuo Zongsheng Temple / Temple of the der Potaraka Doctrine), auch "Kleiner Potala-Tempel" genannt, ist einer der Acht Äußeren Tempel in Chengde (Jehol) in der chinesischen Provinz Hebei. Der buddhistische Tempel befindet sich im Norden des Parkkomplexes des Sommerpalastes an der Nordseite des „Löwentales“ auf einem Hügel.
Der Tempel wurde in der Qianlong-Zeit der Qing-Dynastie in den Jahren 1767 bis 1771 erbaut. Die Anlage umfasst eine Fläche von 220.000 Quadratmetern. Er wurde im Baustil der Han-Chinesen und der Tibeter errichtet. Sein Hauptgebäude, die sogenannte Große Rote Terrasse (Dahongtai) bildet den Zentralbau des tibetischen Potala-Palastes in Lhasa nach. Das chinesische Wort Pǔtuózōngchéng 普陀宗乘 ist eine Übersetzung des tibetischen Wortes für Potala. 
Der Tempel wurde 1771 zur Feier des 60. Geburtstags des Kaisers Qianlong (reg. 1735–1796, gest. 1799) und des 80. Geburtstags seiner Mutter gebaut. Zu dieser Zeit war der kalmückische Volksstamm der Torguten (vgl. Oirat-Mongolen), der Ende der Ming-Dynastie ins Einzugsgebiet der Wolga übergesiedelt war, wieder auf chinesisches Gebiet zurückgekehrt. Qianlong empfing in diesem Tempel den Kalmückenführer Ubashi Khan aus dem Stamm der Torguten.
Im Tempel befinden sich viersprachige Gedenktafeln mit Steingravierungen in mandschurischer, chinesischer, mongolischer und tibetischer Schrift, Inschriften die an die Ereignisse der Rückkehr der Torguten nach China erinnern.
Der Putuo-Zongcheng-Tempel (Putuo Zongcheng zhi miao) steht seit 1961 auf der Liste der Denkmäler der Volksrepublik China (1-117).

## Galerie

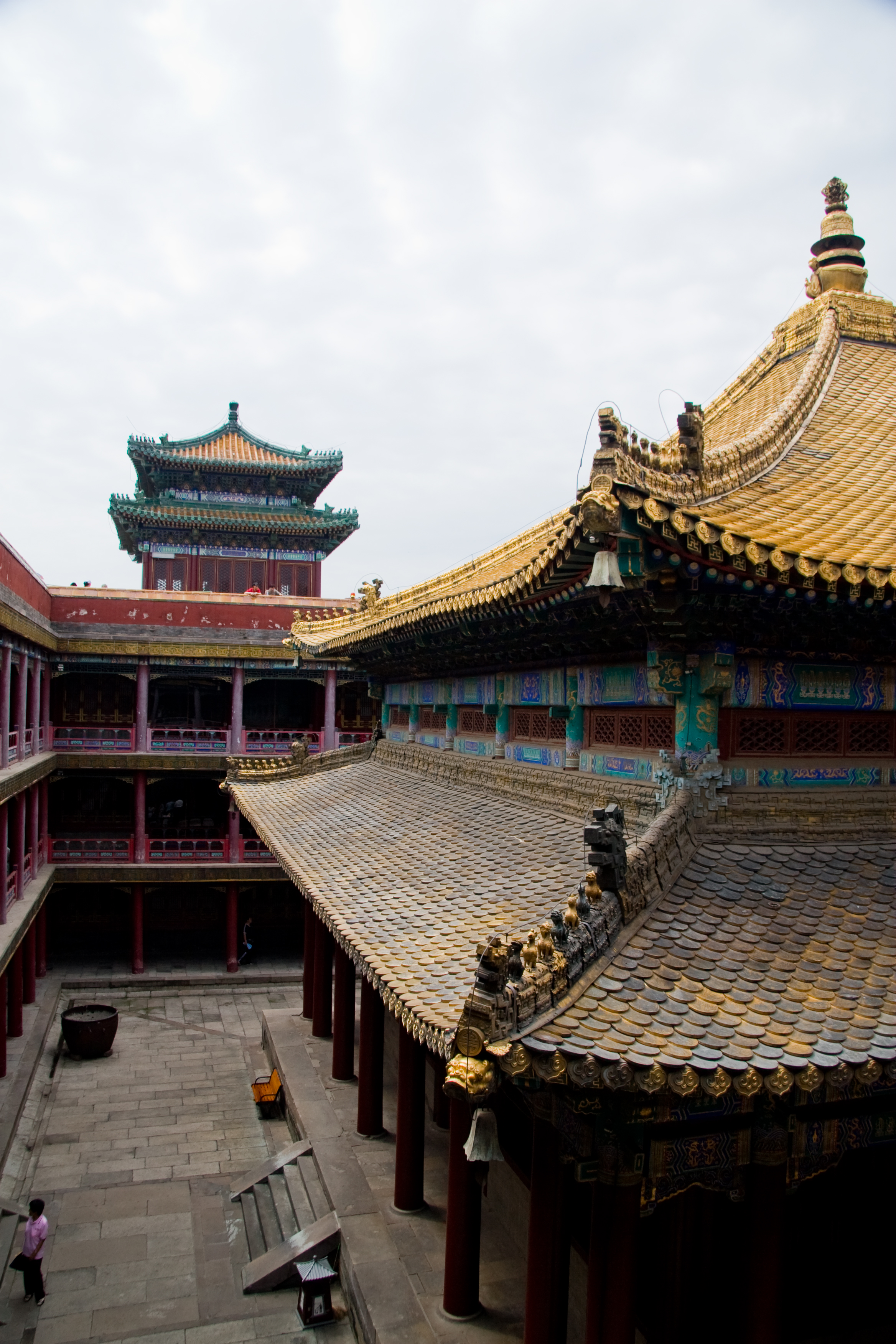
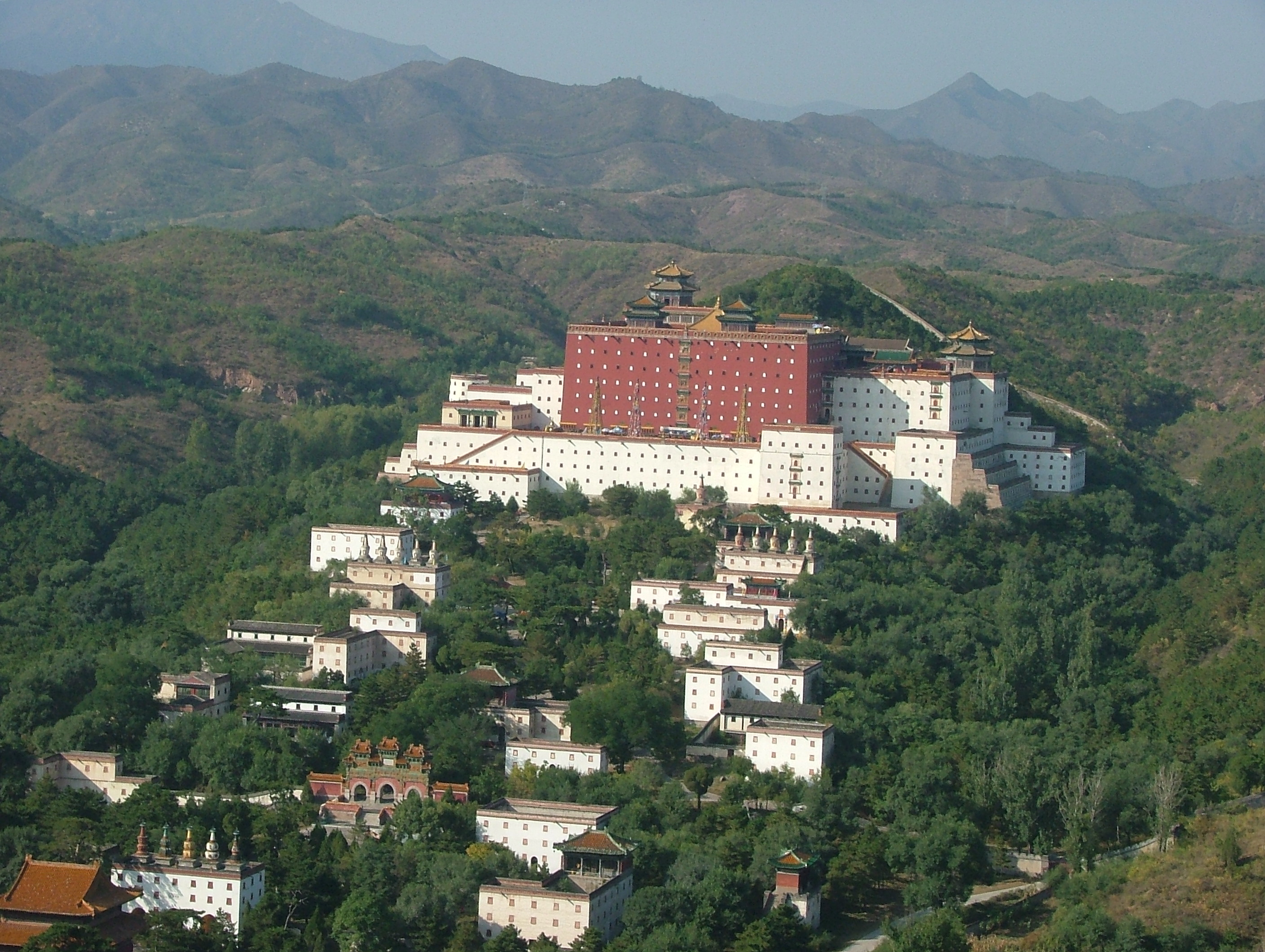
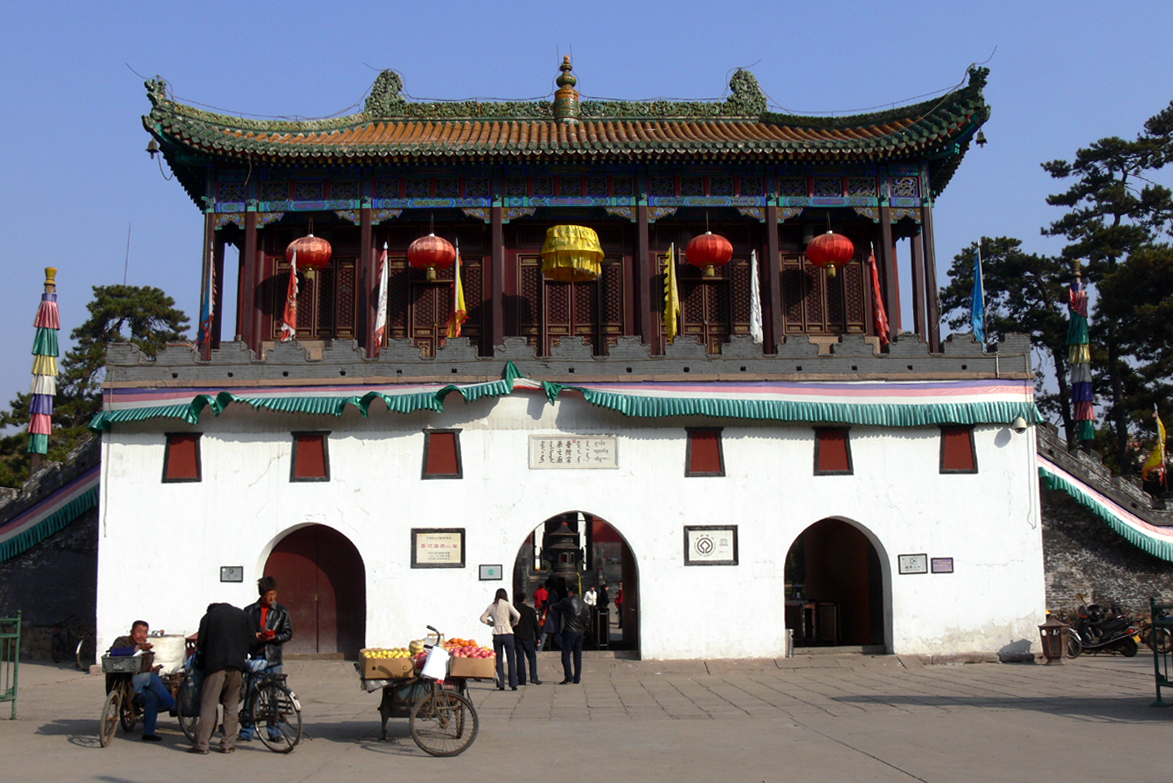
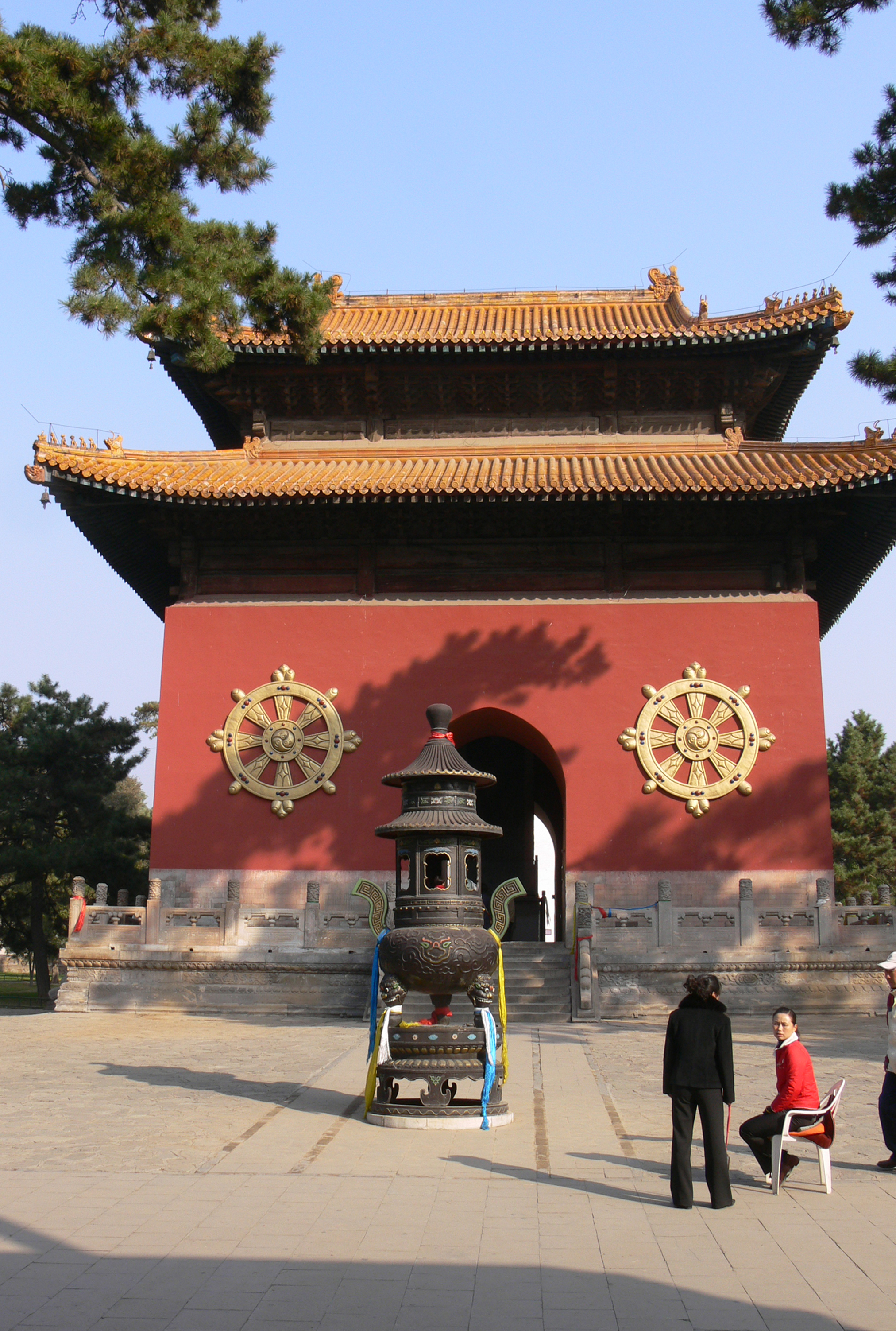
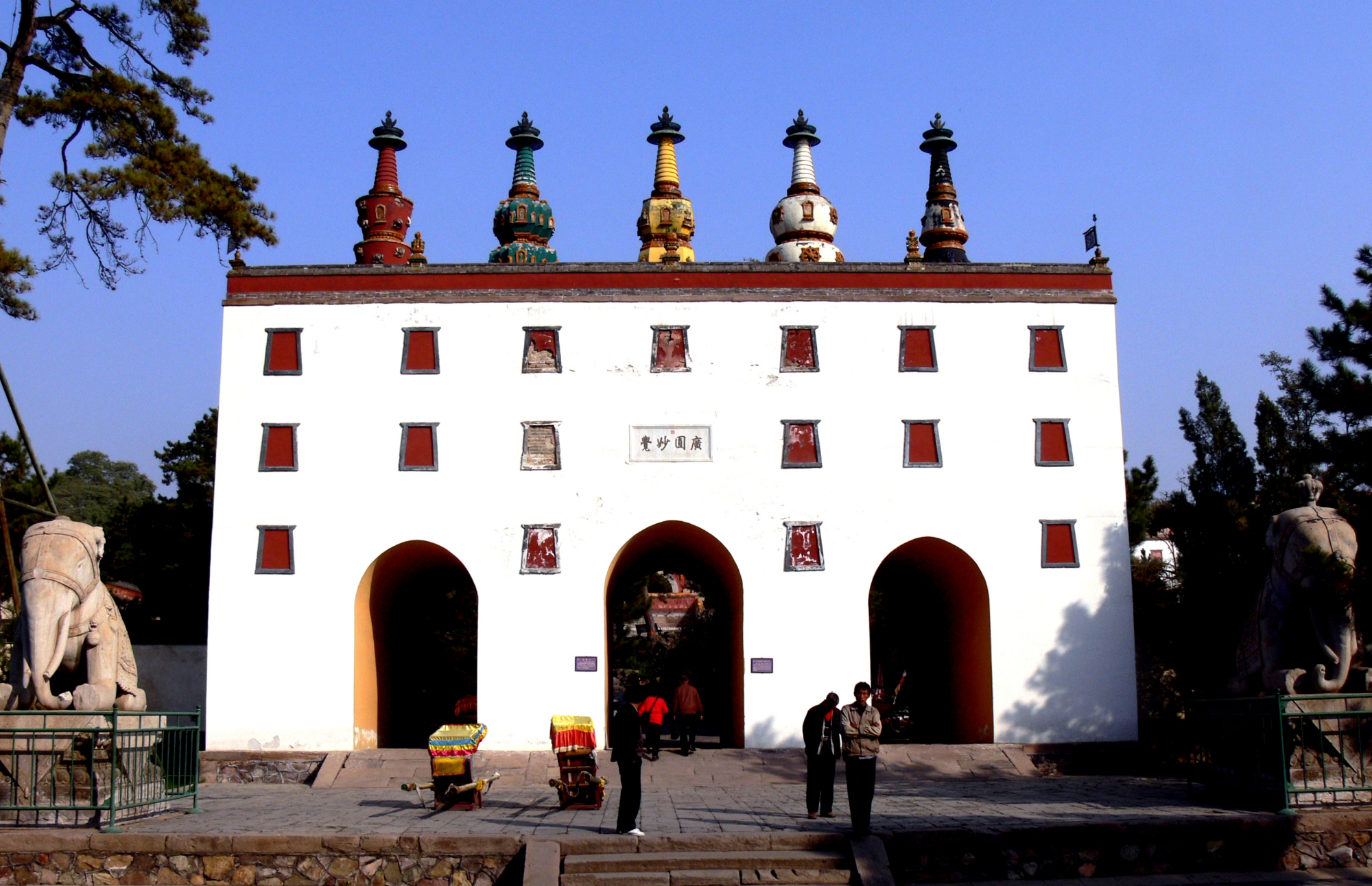
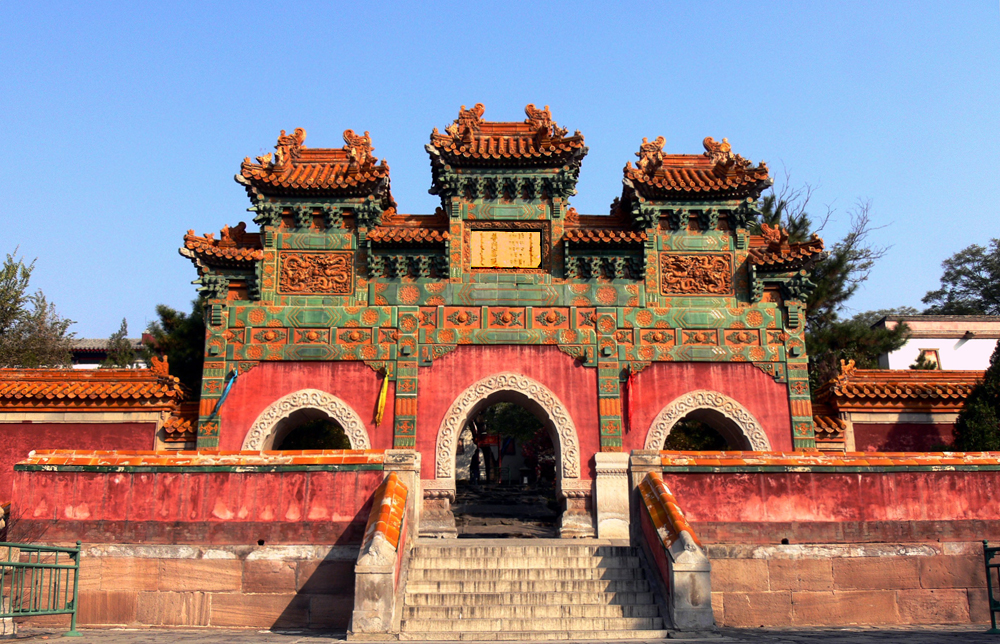
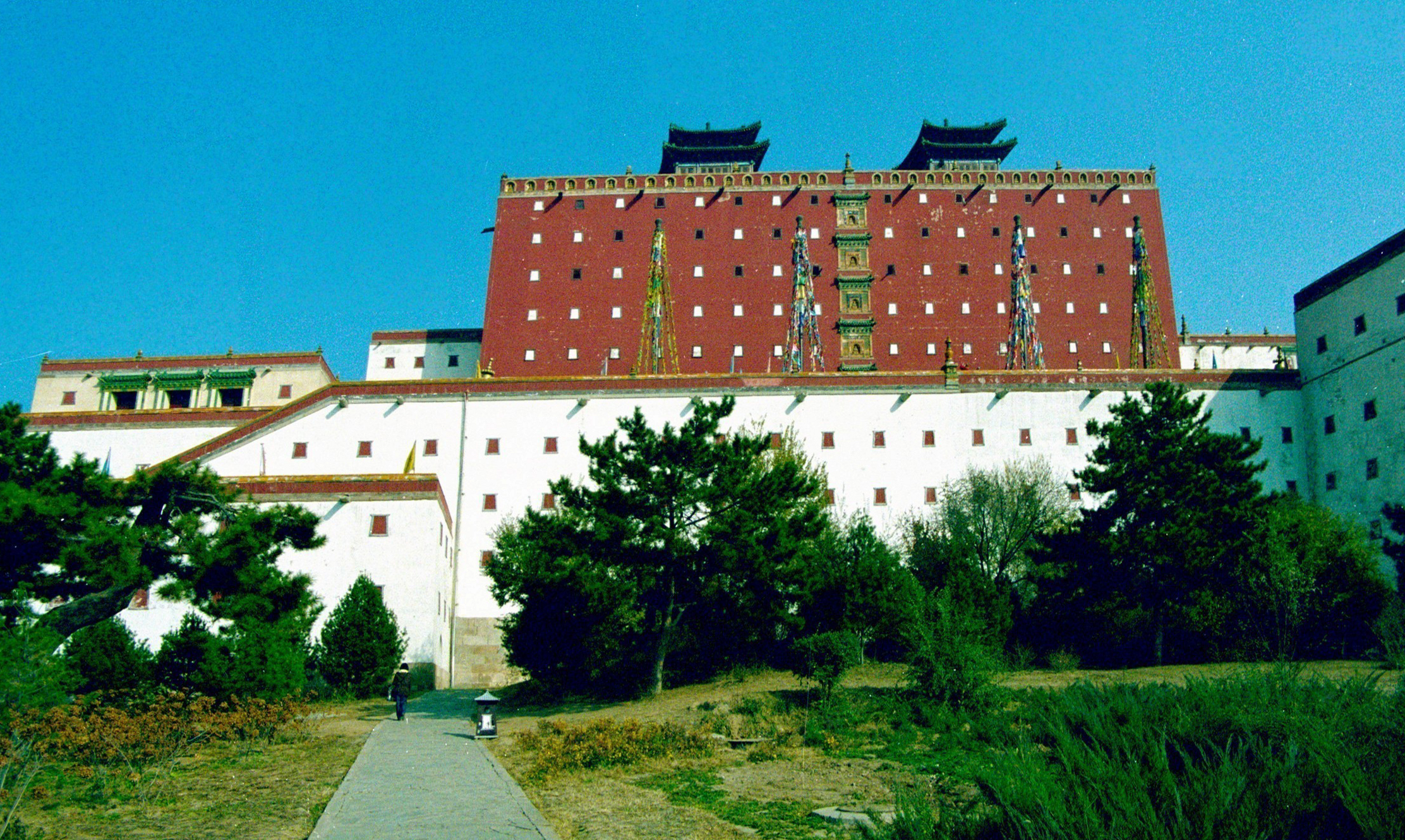
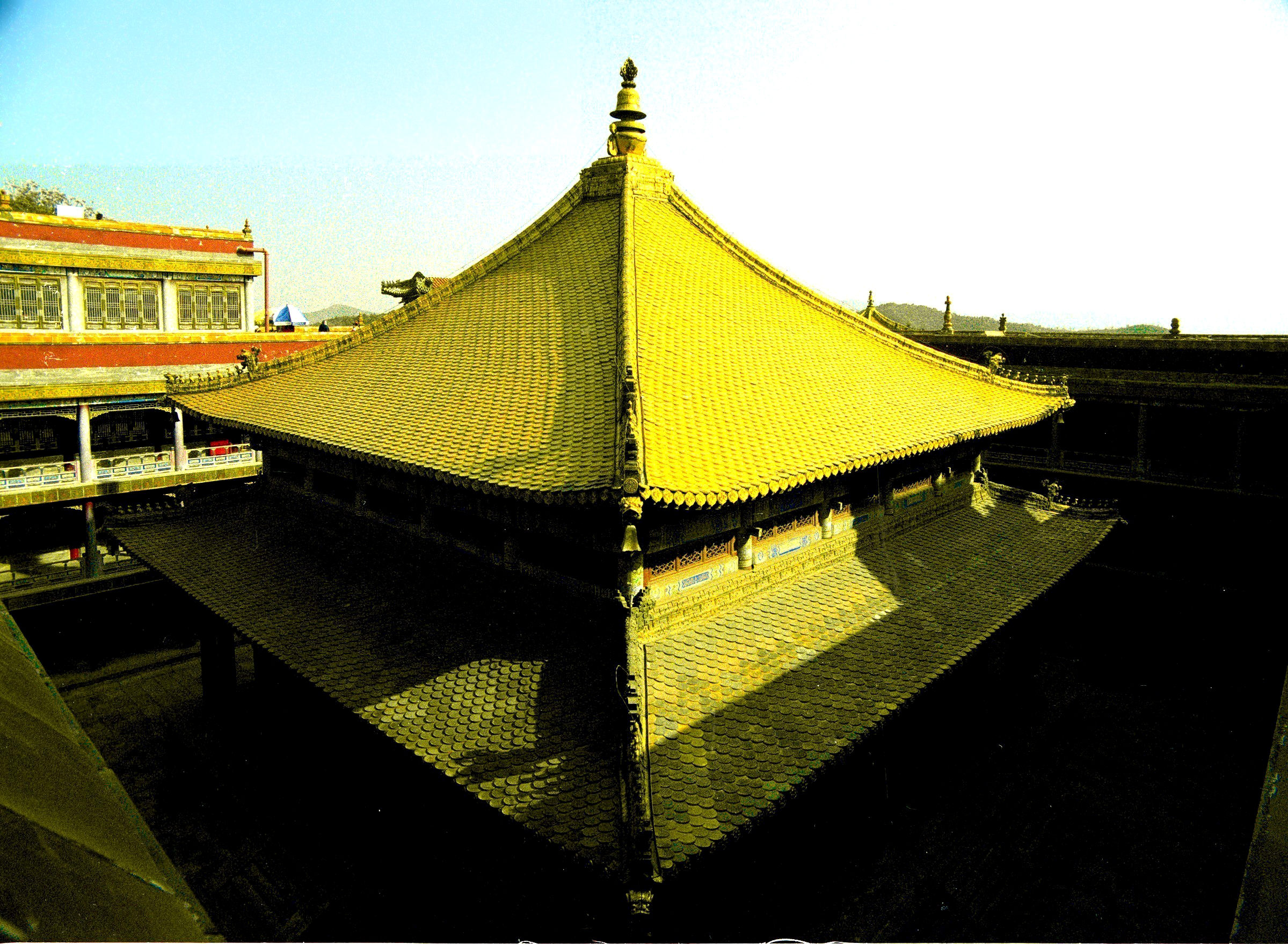
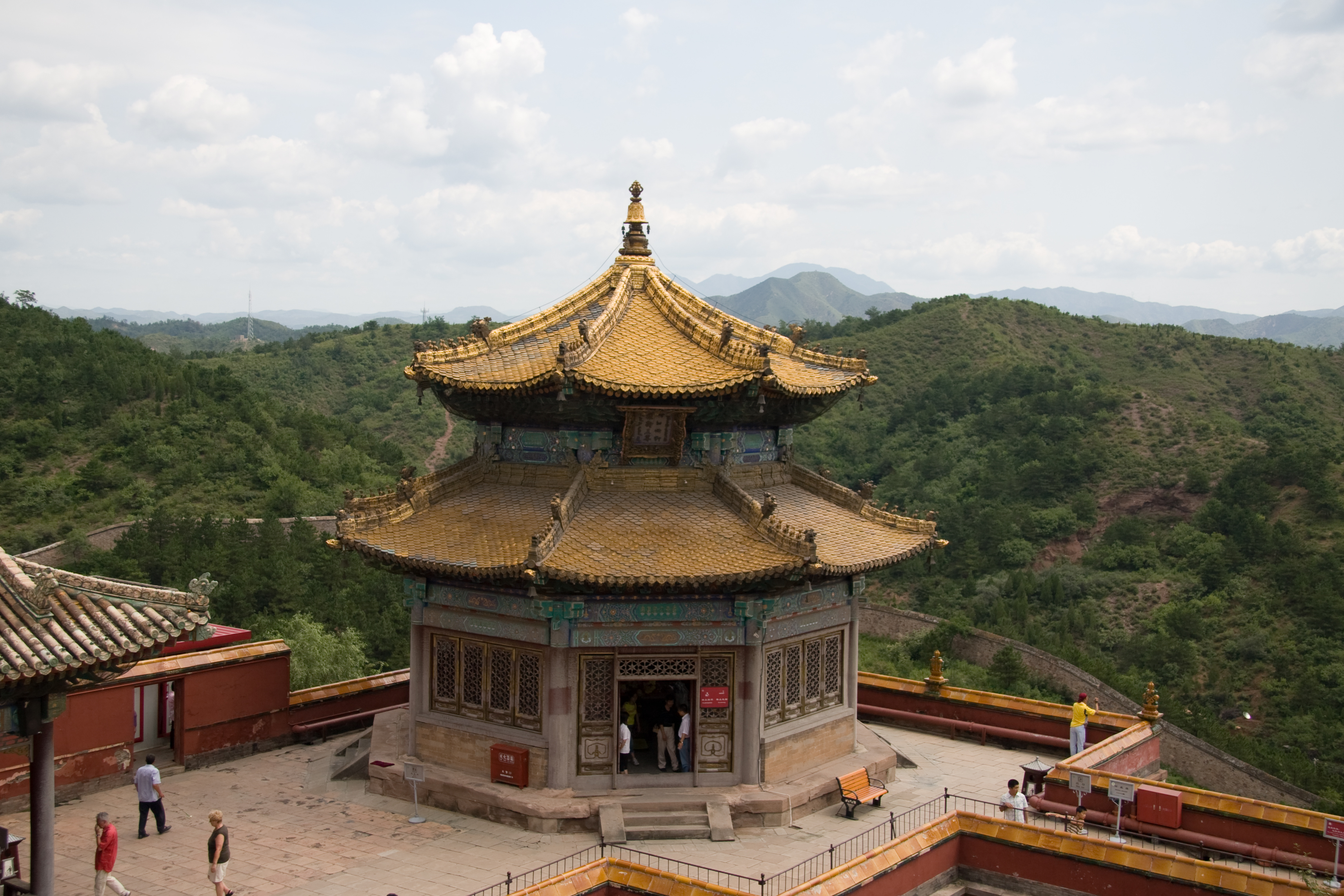
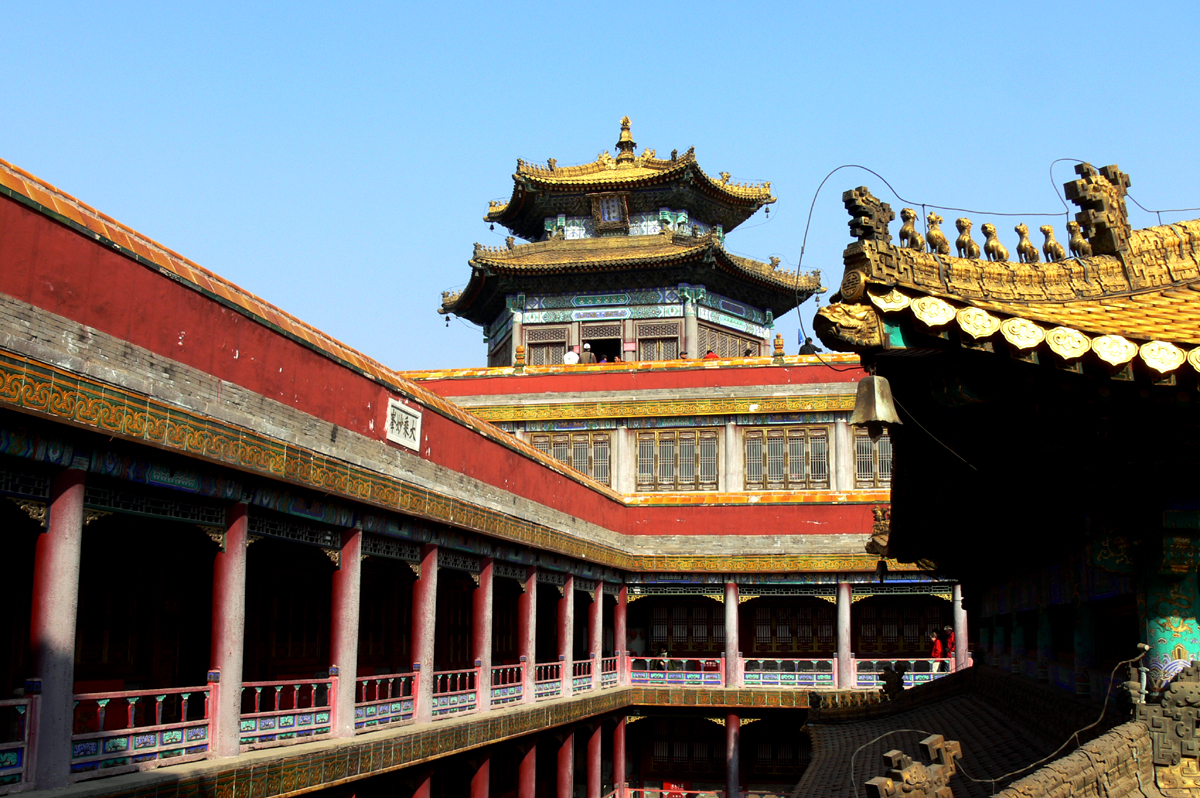
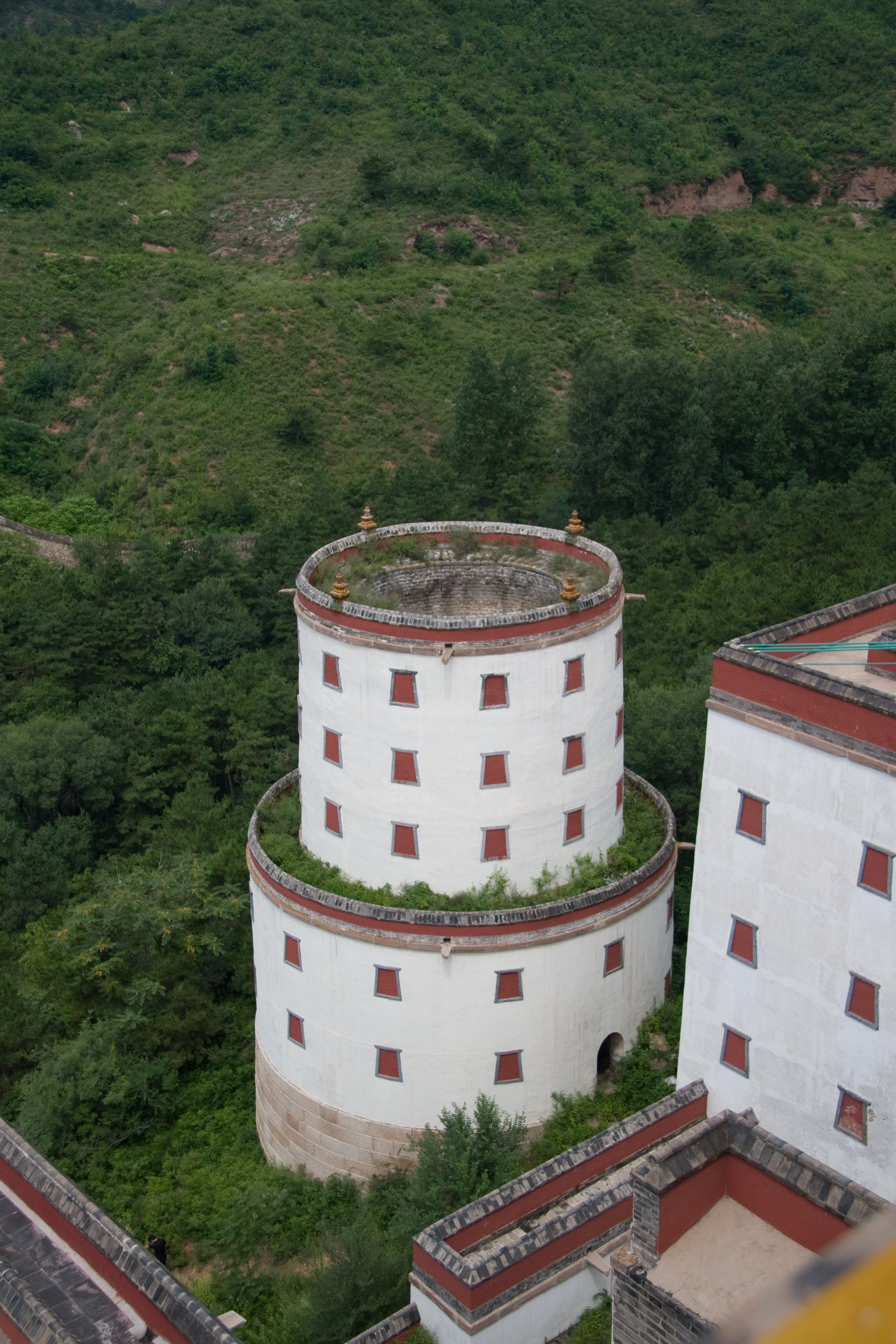